# Eric Loder
Eric Loder (Avully-Vernier, 20 juli 1952) is een voormalig Zwitsers wielrenner die in het verleden uitkwam voor onder meer Bianchi-Faema.
Eric is de vader van Thierry Loder.

## Overwinningen
1976
- Criterium van Wädenswil

1977
- Criterium van Wädenswil

1978
- Criterium van Lausanne

1979
- Criterium van Lancy

## Resultaten in voornaamste wedstrijden
| Jaar | Ronde van Italië | Ronde van Frankrijk | Ronde van Spanje |
| ---- | ---------------- | ------------------- | ---------------- |
| 1976 |                  | buiten tijd         |                  |
| 1977 | 63e              |                     |                  |
| 1979 |                  |                     |                  |

| Jaar | Milaan-San Remo |  | WK op de weg |
| ---- | --------------- |  | ------------ |
| 1976 |                 |  | 52e          |
| 1977 |                 |  |              |
| 1979 | 23e             |  |              |